# フェザーン

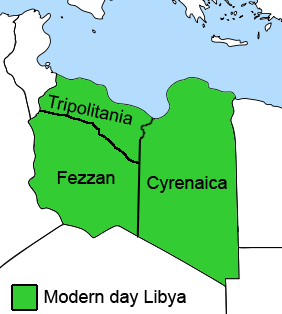
フェザーンの位置

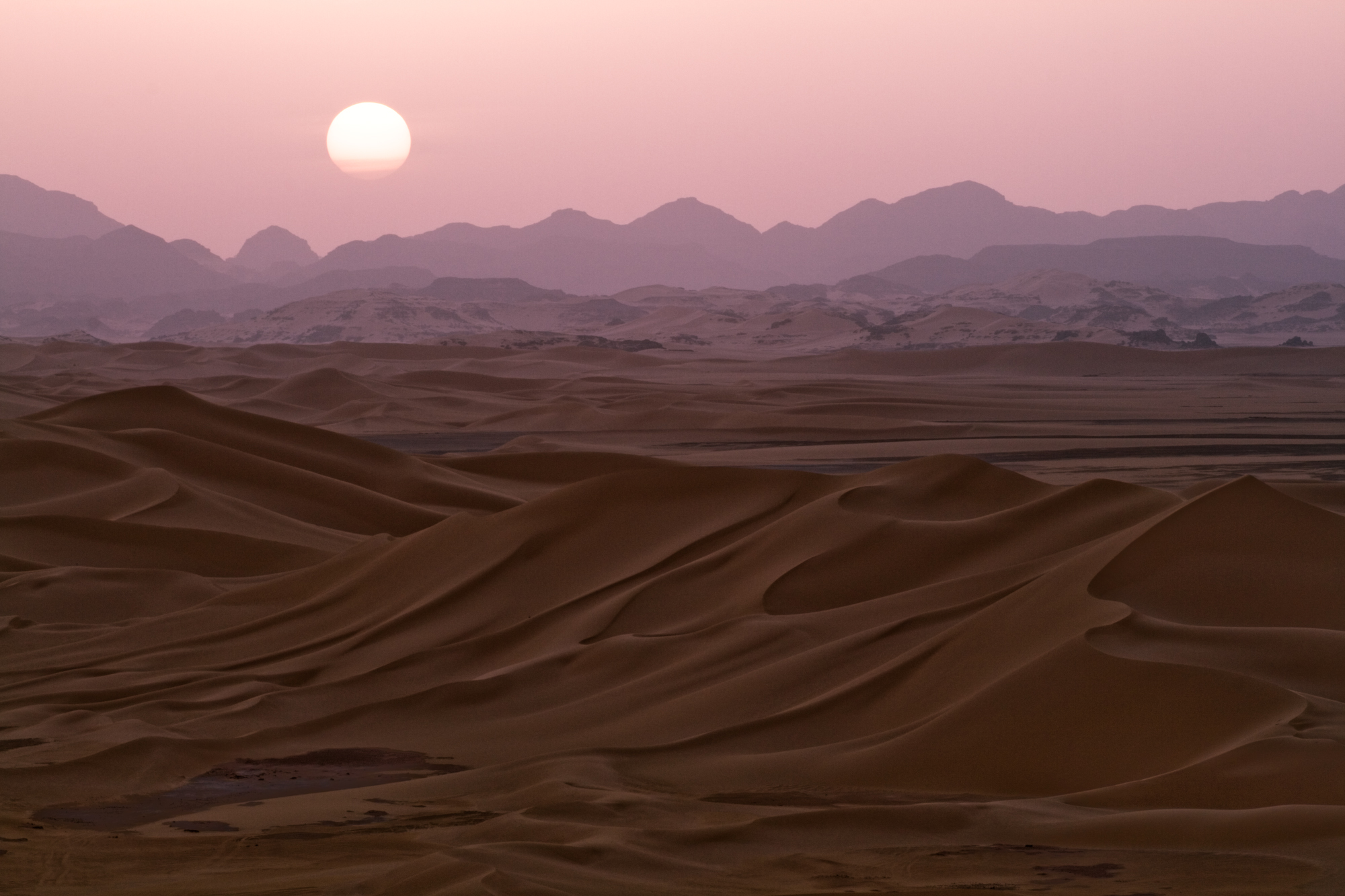
砂漠風景

- フェザン

フェザーン（アラビア語: فزان , ラテン文字転写: Fezzan)は、リビアの一地域。

## 地理
トリポリタニア、キレナイカとあわせてリビアの三地域を構成する。リビア南西部に位置しており砂漠が広がる。中心都市はムルズク、セブハ。西部でアルジェリア国境、南部でニジェール、チャド国境と接している。
全地域が砂漠であり、常時水の流れる河川は存在しない。ワジが何本か存在するのみである。オアシスが点在し、そこでの灌漑農業が主要な産業である。

## 歴史
紀元前5世紀頃から5世紀頃までガラマンテス人によって支配された。カルタゴやローマ帝国とサヘル（西アフリカ）や中央アフリカの間で行われたサハラ交易のルートとしてオアシスに都市国家が栄えた。
ローマ帝国の崩壊や気候変動による砂漠化により中世フェザーンの商業的価値は低下し衰退した。
13世紀から14世紀にかけてはカネム帝国の支配下となったがその後オスマン帝国に支配された。
伊土戦争により1911年初めにイタリアに占領されイタリア領リビアとして植民地となった。第一次世界大戦（北アフリカ戦線）中、ベルベル人やアラブ人に支持されたサヌーシー教団とイタリアの戦い（サヌーシー戦争）は続き、イタリアでファシスト党が政権を掌握した後の1923年頃まではイタリアは十分な支配権を確立することはできなかった。

フランス占領期（1943年-1951年）のフェザーンの旗

トゥアレグはイタリアに服属し（Kaocen Revolt）、第二次世界大戦（北アフリカ戦線）ではイタリア軍と共に戦った。1943年1月16日、自由フランス軍によってムルズクが占領されるなどフランスの支配下となったが、1951年にフランス軍は撤退した（フランス軍政下のフェザーン）。トリポリタニア主導の集権国家になることを望まないフェザーンはキレナイカ首長国と共に連邦制国家の枠組みを支持し、1951年、リビア連合王国に加わった。